# Аниканова, Ксения Кондратьевна
Ксе́ния Кондра́тьевна Аника́нова (16 марта 1914, Льговский район — 1986) — советский хозяйственный, государственный и политический деятель, Герой Социалистического Труда.

## Биография
Родилась 16 марта 1914 года в деревне Шерекино в русской крестьянской семье.
С 1930 года — на хозяйственной, общественной и политической работе. В 1930—1969 гг. — колхозница, звеньевая колхоза имени XXI съезда КПСС/колхоза «Трудовик» Льговского района Курской области.
Указом Президиума Верховного Совета СССР от 7 декабря 1957 года присвоено звание Героя Социалистического Труда с вручением ордена Ленина и золотой медали «Серп и Молот».
Избиралась депутатом Верховного Совета СССР 5-го созыва.
Умерла в 1986 году.